# Adhémar d'Oultremont
Graaf Adhémar Louis Frédéric Ghislain d'Oultremont (Brussel, 9 juli 1845 - Parijs, 9 juli 1910) was een Belgisch diplomaat en senator.

## Biografie

### Familie
Graaf Adhémar d'Oultremont was een telg uit de familie d'Oultremont. Hij was een zoon van graaf Octave d'Oultremont (1815-1898), burgemeester van Duras en grootmaarschalk van het huis van graaf van Vlaanderen, prins Filips, en markiezin Marie-Rose d'Ennetières et des Mottes (1819-1876).
Hij trouwde in 1880 in Dülmen met prinses Clémentine de Croÿ-Dülmen (1857-1893). Ze kregen twee zoons.
- Emmanuel d'Oultremont (1881-1958), burgemeester van Duras, trouwde in 1909 in Brussel met gravin Antoinette d'Oultremont (1885-1966), dochter van graaf Eugène d'Oultremont, burgemeester van Presles. Ze kregen drie dochters, met afstammelingen tot heden.
- Rodolphe d'Oultremont (1882-1921), bleef vrijgezel.

### Loopbaan
D'Oultremont behaalde een kandidatuur in de wijsbegeerte en letteren (Katholieke Universiteit Leuven) en een kandidatuur in de rechten (Université libre de Bruxelles). Hij werd ambassaderaad (1866-1880).
Hij werd burgemeester van Houtaing, waar hij het Kasteel van La Berlière bezat, en van 1896 tot 1900 was hij senator voor het arrondissement Aat, in opvolging van zijn familielid Émile d'Oultremont.